# جوروغومو

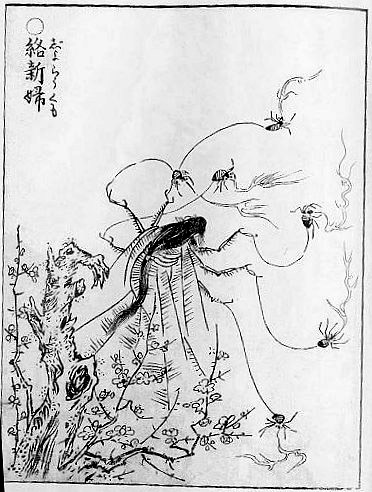
رسمة جوروغومو من غازي هياكو ياغيو لتورياما سيكن

جوروغومو (باليابانية: 絡新婦) هي وحش يوكاي شبح أو غوبلن من الثقافة اليابانية، وهو عبارة عن امرأة جميلة لها أرجل عنكبوت وتستطيع التحول إلى عدة أشكال.